# François Jacques Xavier d'Aubert
François Jacques Xavier d'Aubert (født 29. september 1727 i Frankrig, død 22. november 1793 på Kronborg) var en franskmand, der blev dansk officer.
Han blev født i Frankrig og nedstammer fra en i 1612 adlet lothringsk slægt. Han havde været lærer ved artillerihøjskolerne i Metz og Strasbourg, men blev 1751 på grund af en duel nødt til at emigrere. I 1752 blev han ansat i dansk tjeneste som surnumerær løjtnant med kaptajns karakter, 1755 blev han virkelig løjtnant. På en permissionsrejse til Paris havde han det uheld i det hannoveranske at stikke en postillon ihjel. Han turde derfor ej vende tilbage til Danmark, men gik i østrigsk krigstjeneste i Syvårskrigen. Han blev dog stående i nummer ved den danske Armé, og 1762 resolverede kongen, at han skulle straffes med 5 måneders arrest. Efter 2 måneder blev han dog pardonneret og sendt til Armeen, der sammendroges i Holsten. Ved Artilleriets omorganisation i 1764 blev han kaptajn, 1765 major, 1769 karakteriseret, 1770 virkelig oberstløjtnant, 1777 oberst og kommandør for Artillerikorpset. 1765 var han ansvarlig for anlæggelsen af Faste Batteri på Amager.
1776 naturaliseredes han som dansk adelsmand. Han blev anset for at være lederen for det parti, der var imod general Heinrich Wilhelm von Huth. Han blev 1787 karakteriseret generalmajor og 1788 kommandant på Kronborg, hvor han døde 1793. 27. maj 1767 blev han gift med Juliane Bang (25. december 1748 – 8. april 1834, datter af porcelænshandler David Bang. Han var fader til Benoni og Jacques d'Aubert, der også var officerer.